# Prussian Blue
Prussian Blue – amerykański duet utworzony w 2003 roku przez pochodzące z Kalifornii bliźniaczki – Lynx Vaughan i Lamb Lennon Gaede (ur. 30 czerwca 1992). Lynx gra na skrzypcach, Lamb na gitarze. Obie śpiewają.
W mediach stało się o nich głośno dzięki nacjonalistycznym i rasistowskim tekstom piosenek. Wiele kontrowersji wzbudza także ich pozytywny stosunek do narodowego socjalizmu – w wywiadzie dla telewizji ABC pochlebnie wyrażały się o Adolfie Hitlerze i Rudolfie Hessie.
Bliźniaczki mają jeszcze jedną siostrę o imieniu Dresden, nazwaną tak na pamiątkę bombardowania stolicy Saksonii przez aliantów w czasie II wojny światowej. Wydarzenie to jest w kręgach neofaszystowskich określane mianem prawdziwego holocaustu.
Ich matka, April Gaede, jest aktywistką rasistowskiej organizacji National Alliance.

## Pochodzenie nazwy zespołu
Nazwa Prussian Blue (z ang. błękit pruski) ma nawiązywać do ich niemieckiego pochodzenia i niebieskiego koloru oczu. W jednym z wywiadów bliźniaczki przyznały jednak, że nazwa ta jest też aluzją do Cyklonu B używanego w obozach zagłady.
Tzw. negacjoniści twierdzą bowiem, że Cyklon B nie był stosowany w komorach gazowych w Auschwitz-Birkenau. Opierają oni swoje twierdzenia na braku śladów błękitu pruskiego w próbkach gruzu ceglanego pobranych ze ścian komór gazowych I i II przez Freda A. Leuchtera. Według niektórych teorii, w budynkach w których często występowało wysokie stężenie cyjanowodoru, powinien on się odkładać w ścianach i suficie w formie błękitu pruskiego, a zatem powinien on być wykrywalny w próbkach pyłu zdrapanego ze ścian pochodzących z tych budowli. W świetle nowszych badań pogląd o braku śladów błękitu pruskiego w budynkach komór gazowych okazał się błędny.

## Dyskografia
- Fragment of the Future (2004)

1. „Road to Valhalla”
2. „Victory Day”
3. „Weiss Weiss”
4. „Our Vinland”
5. „Sacrifice”
6. „Panzerlied”
7. „The Snow Fell”
8. „Gone with the Breeze”
9. „Aryan Man Awake”
10. „I will Bleed for You”
11. „Hate for Hate: Lamb near the Lane”
12. „Victory”
13. „Sisters”
14. „Skinhead Boy”

- The Path We Chose (2005)

1. „Notes to Lynx”
2. „Hey Hey”
3. „Not a Problem”
4. „The Stranger”
5. „Untitled”
6. „When I’m With You”
7. „Ocean of Warriors”
8. „Green Fields of France”
9. „Changes”

- For The Fatherland (składanka, 2006)

1. „Notes To Lynx”
2. „Hey, Hey”
3. „Not A Problem”
4. „The Stranger”
5. „When I’m With You”
6. „Untitled”
7. „Changes”
8. „Road to Valhalla”
9. „Our Vinland”
10. „Gone With The Breeze”
11. „Weiss, Weiss, Weiss”